# ماريان بلانك هورن
ماريان بلانك هورن (بالإنجليزية: Marian Blank Horn)‏ هي قاضية أمريكية، ولدت في 1943 في نيويورك في الولايات المتحدة.